# Amagleba
Amagleba (georgià ამაღლება) és una pel·lícula soviètica del 1976 rodada en georgià i dirigida per Nodar Managadze. La primera estrena va tenir lloc l'any 1976 a Tbilisi. El maig de 1988, l'estrena va tenir lloc a França al 41è Festival Internacional de Cinema de Canes.

## Sinopsi
Segle XVI. Els habitants de Geòrgia planten blat i couen pa, aixequen temples, creen miniatures per manuscrits, s'enamoren, crien fills... Però tot això elimina la invasió d'estrangers. Els homes van a la guerra, i molts romanen al camp de batalla. Però en la ment popular, que un home mori lluitant per la seva pàtria és millor que morir al seu propi llit.

## Característiques artístiques
En el marc de la trama general, la pel·lícula consta de molts petits episodis, de vegades molt febles entre ells, que, però, permeten, en un curtmetratge bastant curt, crear un panorama extens de la vida i les aspiracions del poble georgià.

## Repartiment
- Zurab Kapianidze - Ivan
- Temo Japaridze - Naskida
- Jemal Moniava - Kirile
- Josep Javchliani
- Temur Chkheidze - monjo
- Amiran Londaridze
- Nino Andriadze
- Guram Pirtskhalava
- Grigol Kabosnidze
- Ivan Shermadini
- Sanata Chincharauli
- Asmat Motsonelidze